# Бруско
Бруско (грч. Μπρούσκο) грчка је сапуница, која се снимала од 2013. до 2017.
У Србији се од 2014. до 2018. приказивала на телевизији Прва, док је последњих 40 епизода емитовано на веб-сајту Прве.

## Синопсис
Ахил је младић са Кипра који се заљубљује у Мелину, девојку са Крита. Њих двоје пронашли су срећу, али ту љубав не одобравају њихове породице које ће учинити све да их раздвоје за сва времена. Ахил и Мелина мораће да се изборе и са културним разликама својих средина.
Заплет почиње у Атини у једном бару где 25-годишња Мелина прославља девојачко вече пред удају за Сифиса свог дугогодишњег младића са Крита. У истом бару наћи ће се и 30-годишњи Ахил, који се опушта у друштву брата и другова са факултета. Ахил ће понудити будућој младој такозвано „Бруско“ вино и од тог тренутак њих двоје ће изгубити главу једно за другим. Следећег јутра, када алкохол испари и када се главе охладе, Мелина ће се брже-боље спаковати, и посрамљена побећи на Крит како би наставила припреме за венчање.
Иако је Ахил неће потражити, јер се неће сећати њеног имена, судбина ће их поново спојити. Управо вино „Бруско“ биће разлог да се њихове две породице састану након неколико година. Када се поново буду видели, страст између Ахила и Мелине ће се распламсати, толико да више неће марити за фаталне последице до којих њихова веза може довести.

## Ликови
- Мелина (Елени Ваитсу) – рођена је на Криту али је одрасла у Атини. Модерна девојка која је студирала у Паризу и у свом родном месту се бави културним проблемима Крита. Она је једноставна, осећајна и стидљива. Са 16 година се заљубила у Сифиса за кога се касније и удаје. Али праву љубав и страст осетиће тек касније када упозна Ахила.
- Сифис (Апостолис Тотсикас) – Мелинин супруг, пореклом Крићанин, традиционално васпитан. Сифис скрива тајну коју зна само његова сестра. Рођени је лидер, амбициозан, и са страшћу ради све чега се лати. Верује у институцију брака и нада се да ће и сам једног дана са Мелином имати велику породицу са много деце. Мелина је његова једина љубав.
- Ахил (Андреас Георгиу) – Најмлађи син породице Матеу. Студирао је економију у Лондону. Широких назора, бескомпромисан и у души боем. Руши табуе и предрасуде. Није тип који лако жене могу изманипулисати. Красе га ведрина, оптимизам и саосећајност са радницима у свом винограду.

## Сезоне
| Сезона | Сезона | Број епизода    | Приказивање у Грчкој                  | Приказивање у Србији                                                   |
| ------ | ------ | --------------- | ------------------------------------- | ---------------------------------------------------------------------- |
|        | 1      | 193 (1 – 193)   | 29. септембар 2013 — 29. јун 2014. () | 28. април 2014 — 21. април 2015. (Прва)                                |
|        | 2      | 193 (194 – 386) | 28. септембар 2014 — 28. јун 2015. () | 17. април 2015 — 2. март 2016. (Прва)                                  |
|        | 3      | 193 (387 – 579) | 27. септембар 2015 — 24. јун 2016. () | 3. март 2016 — 23. август 2017. (Прва)                                 |
|        | 4      | 193 (580 – 772) | 2. октобар 2016 — 10. јул 2017. ()    | 24. август 2017 — 2. март 2018. (Прва) 5. март 2018 — 29. мај 2018. () |

## Улоге
| Глумац:            | Улога:      |
| ------------------ | ----------- |
| Андреас Георгиу    | Ахил        |
| Елени Ваитсу       | Мелина      |
| Апостолис Тотсикас | Сифис       |
| Барбара Ларму      | Анастасија  |
| Георги Зениос      | Диамандис   |
| Евелина Папоулиа   | Дафни       |
| Јоис Евиди         | Константина |
| Јули Тсолка        | Василики    |
| Алеxандрос Парисис | Минас       |
| Кулис Николау      | Матаис      |
| Мелпо Коломвоу     | Евридики    |
| Антонис Каристинос | Маркос      |
| Стефанос Михаил    | Нектариос   |
| Анатоли Григориаду | Ангелики    |
| Павлина Маври      | Димитра     |
| Христиана Теодору  | Христина    |
| Маринос Консолос   | Антонис     |
| Ели Кириакиду      | Андриани    |
| Христина Адони     | Марина      |
| Тера Еле Пери      | Стефанија   |